# Peter Jannetta
Peter Joseph Jannetta (Filadélfia, 5 de abril de 1932 – Pittsburgh, 11 de abril de 2016) foi um neurocirurgião estadunidense. Foi um pioneiro em operações de microcirurgia dos nervos cranianos. A descompressão microvascular, também conhecida como operação de Jannetta, é usada para várias síndromes de compressão neurovascular, particularmente a neuralgia do trigêmeo.

## Formação e carreira
Jannetta obteve um bacharelado em zoologia na Universidade da Pensilvânia em 1953, onde estudou medicina até 1957. Seguiram cursos de treinamento avançado em cirurgia geral na Filadélfia e em neurocirurgia na Universidade da Califórnia em Los Angeles. Foi professor associado de neurocirurgia no Louisiana State University Medical Center em Nova Orleães. De 1971 a 1997 ocupou a cátedra de neurocirurgia na Universidade de Pittsburgh. Também foi Secretário de Saúde da Pensilvânia de 1995 a 1996. Depois de terminar sua carreira universitária, trabalhou no Allegheny General Hospital em Pittsburgh.
Enquanto preparava amostras dos nervos cranianos para um curso, Jannetta percebeu que pequenos vasos sanguíneos podem comprimir os nervos cranianos localmente, o que pode levar a distúrbios na propagação da excitação nos nervos. Em 1966 Jannetta realizou a primeira descompressão microvascular do nervo facial em um paciente que sofria de espasmo hemifacial. No mesmo ano o procedimento foi usado com sucesso junto com Robert Wheeler Rand em um paciente com Neuralgia do trigêmeo, com a qual essa doença extremamente dolorosa poderia ser tratada causalmente em muitos pacientes. Os procedimentos necessários para a neurocirurgia com auxílio de microscópio foram introduzidos na década de 1950 por Theodore Kurze e Robert Rand.
Em 1983 recebeu o Prêmio Olivecrona, em 2000 a Medalha Fedor Krause da Sociedade Alemã de Neurocirurgia, em 2002 o Prêmio de Ciências Dr. Fritz Erler e em 2006 o Prêmio Zülch da Sociedade Max Planck.
Jannetta morreu em consequência de uma queda.

## Publicações selecionadas
- P. J. Jannetta: Arterial compression of the trigeminal nerve at the pons in patients with trigeminal neuralgia. In: Journal of Neurosurgery. 26, 1967, S. Suppl:159–Suppl:162, PMID 6018932, doi:10.3171/jns.1967.26.1part2.0159.
- P. J. Jannetta, E. Hackett, J. R. Ruby: Electromyographic and electron microscopic correlates in hemifacial spasm treated by microsurgical relief of neurovascular compression. In: Surgical Forum. 21, 1970, S. 449–451, PMID 5514794.
- P. J. Jannetta: Neurovascular compression in cranial nerve and systemic disease. In: Annals of Surgery. 192, 1980, S. 518–525, PMID 6968543 PMC 1346998, doi:10.1097/00000658-198010000-00010.
- P. J. Jannetta: Microsurgical management of trigeminal neuralgia. In: Archives of Neurology 42, 1985, S. 800–800, PMID 4026617, doi:10.1001/archneur.1985.04210090068018.